# Australisches Englisch
Australisches Englisch (AuE; en-AU) ist die in Australien gesprochene und geschriebene Variante des Englischen. Australisches Englisch unterscheidet sich von anderen Varianten des Englischen, wie etwa dem Britischen oder dem Amerikanischen Englisch, durch seine Aussprache, die z. B. durch höhere Vokale in Wörtern wie bit, bat und bet oder sehr breite Diphthonge. Ferner gibt es einige Beispiele für spezifisch australisch-englischen Wortschatz wie z. B. cobber (dt. ‚Kumpel, Freund‘) oder bush im Sinne von ‚lokal‘, ‚australisch‘ oder ‚ländlich‘ in Worten wie bush rat oder bushfire. Außerdem findet man einige Entlehnungen aus den Sprachen der Ureinwohner Australiens, wie z. B. kangaroo, koala oder wombat. Australisches Englisch hat viele Ähnlichkeiten mit dem neuseeländischen Englisch, aber Forscher beobachten seit den 1960er Jahren eine deutliche Auseinanderentwicklung der beiden Varianten, so dass australisches und neuseeländisches Englisch inzwischen als zwei eher eigenständige Varianten des Englischen betrachtet werden.

## Klassifikation
Ab dem 16. Jahrhundert ist das Englische vor allem durch die Kolonialpolitik Großbritanniens in Amerika, Australien, Afrika und Indien zu einer Weltsprache geworden. Jede der ehemaligen Kolonien hat jedoch dabei ihre nationalen Eigenheiten, bedingt zum einen durch die Herkunft der Einwanderer und der von ihnen mitgebrachten Sprachen und Dialekte, zum anderen durch den Kontakt mit der Sprache der Ureinwohner der jeweiligen Länder. Die englische Sprache hat sich dadurch in den ehemaligen Kolonien Großbritanniens wie den USA, Kanada, Australien oder Neuseeland weiterentwickelt und hat dort zum Teil eine vom britischen Englisch abweichende Aussprache entwickelt, häufig auch einen eigenen Wortschatz, seltener Eigenarten in der Grammatik. Solche Varianten des Englischen werden in der Sprachwissenschaft als nationale Varianten oder Varietäten (engl. varieties) des Englischen bezeichnet. Das australische Englisch zählt wie das britische, amerikanische, südafrikanische oder indische Englisch zu den großen nationalen Varianten des Englischen.
Die größten Ähnlichkeiten weist das australische Englisch mit dem neuseeländischen Englisch auf, so dass vorgeschlagen wurde, australisches und neuseeländisches Englisch gemeinsam als eine englische Varietät Australasian English zu behandeln. Forschungen beobachten jedoch seit den 1960er Jahren eine zunehmende Auseinanderentwicklung des australischen und neuseeländischen Englisch, so dass eine Zusammenfassung der beiden Varianten als Australasian English als überholt oder als Gegenstand intensiver Forschung betrachtet wird.

## Geschichte
Siehe auch Geschichte Australiens
Der australische Kontinent wurde vor etwa 50.000 Jahren von den ersten Menschen besiedelt, den Vorfahren der heutigen Aborigines. Die ersten Europäer unter der Führung von James Cook erreichten Australien 1770, gefolgt 1788 von den ersten Besiedlungen um das heutige Port Jackson in New South Wales. Die Aborigines um diese Zeit umfassten ca. 300.000 Menschen in ganz Australien, die etwa 250 Sprachen und vermutlich ebenso viele Dialekte sprachen.
Australiens Kolonialzeit begann als eine Strafkolonie Großbritanniens: Ab 1788 wurden über 130.000 Strafgefangene von Großbritannien nach Australien gebracht, um die überfüllten Gefängnisse in Großbritannien zu entlasten. Gleichzeitig wanderten auch Siedler freiwillig nach Australien ein, aber erst Mitte des 19. Jahrhunderts erreichten diese größere Zahlen. Die Bevölkerung Australiens stieg von 400.000 Einwohnern im Jahr 1850 zu 4 Millionen um 1900 bis zu 19 Millionen im Jahr 2002 an.
Da sehr viele Strafgefangene aus Irland und aus London nach Australien transportiert wurden, die zudem aus unteren Gesellschaftsschichten kamen, hatte dies einen großen Einfluss auf die Entwicklung des Englischen in Australien. So unterscheidet sich die Aussprache des australischen Englisch durch den irischen Einfluss recht deutlich von der Standardaussprache in Großbritannien, der Received Pronunciation. Ferner werden Einflüsse des Londoner Cockney auf das australische Englisch diskutiert.

## Geografische und soziale Verteilung
Australisches Englisch ist im Vergleich zum britischen Englisch relativ homogen und hat keine ausgeprägten Dialekte. Allerdings wurde in der Forschung inzwischen anerkannt, dass es regionale Variation auch in Australien gibt. Einigkeit herrscht in der Forschung jedoch darüber, dass es soziale Varianten im australischen Englisch gibt: So wird zwischen Broad, General und Cultivated Australian English unterschieden, wobei Cultivated Australian English die prestigeträchtigste Variante ist, die am nächsten auch zur Aussprache des britischen Englisch ist. Broad Australian English ist am anderen Ende des Spektrums, hat das geringste Prestige und wird von ca. einem Drittel der Australier gesprochen.
Neben den sozialen Varianten des australischen Englisch, die hauptsächlich von den Nachfahren europäischer Einwanderer gesprochen werden, gibt es auch noch sozioethnische Varianten des australischen Englisch: das Aboriginal English, das insbesondere von den Aborigines in Nordaustralien gesprochen wird, und die englischbasierten Kreolsprachen Kriol und Torres Strait Creole.

## Aussprache

### Vokale und Konsonanten
Australisches Englisch unterscheidet sich von anderen Varianten des Englischen, wie etwa dem Britischen oder dem Amerikanischen Englisch, durch seine Aussprache, die z. B. durch höhere Vokale in Wörtern wie bit, bat und bet. Aufgrund dessen hört sich fish and chips im australischen Englisch in den Ohren von Nicht-Australiern eher wie feesh and cheeps an. In manchen Wörtern, wie very oder lonely, wird der i-Laut in der letzten Silbe eher wie in beat ([i:]) als wie in bit ([ɪ]) ausgesprochen. In vielen unbetonten Silben hingegen verwenden Australier den schwa-Laut ([ə]). So wird in Wortpaaren wie boxes/boxers oder chatted/chattered wird in der zweiten Silbe immer „schwa“ verwendet. Damit sind boxes und boxers im australischen Englisch lautlich identisch (homophon), ebenso chatted/chattered – im Gegensatz zum britischen Englisch, wo sich die Aussprachen der Wörter unterscheiden. In Wörtern wie face, mouth oder price hört man sehr breite Diphthonge, die gedehnt gesprochen werden und deren Ausgangs- und Endpunkte auch von RP abweichen, z. B. [fæes] für face oder [mæɔθ] für mouth.
Australisches Englisch ist wie britisches und neuseeländisches Englisch nicht-rhotisch, d. h. der r-Laut wird nur am Anfang von Wörtern oder Silben ausgesprochen.

### Intonation
Typisch für die Intonation im australischen Englisch ist die Tendenz, die Betonung zum Satzende ansteigen zu lassen (wie im Deutschen bei Fragen).

## Grammatik

### Wortbildung
Ein auffälliges Merkmal des australischen Englisch ist die Tendenz, mit den Suffixen -ie und -o Kurzformen für verschiedene Wörter zu bilden:
- Aussie für Australian (Australier, australisch)
- Chrissie für Christmas (Weihnachten)
- brekkie für breakfast (Frühstück)
- barbie für barbecue (Grillfest)
- mozzie für mosquito (Moskito/Stechmücke)
- cardie für cardigan (Strickjacke)
- garbo für garbage man (Müllmann)
- hubbie für husband (Ehemann)
- lippie für lipstick (Lippenstift)

Das Gleiche gilt auch für Ortsbezeichnungen, so etwa Oz statt Australia, Brissie für Brisbane oder Tassie für Tasmanien.

### Syntax
Im australischen Englisch gibt es wenig spezifisch australische Satzkonstruktionen und syntaktische Phänomene. Zu den Phänomenen, die beobachtet wurden, zählen die häufigere Verwendung von mustn't statt can't. Ferner gibt es im australischen Englisch die Tendenz, eher irreguläre Partizipien zu verwenden, wo im amerikanischen Englisch und zum Teil im britischen Englisch reguläre Varianten verwendet werden: gotten, proven statt got, proved. Charakteristisch für das australische Englisch ist auch die Verwendung von but am Satzende statt however oder though.

## Wortschatz
Es gibt einige Beispiele für spezifisch australisch-englischen Wortschatz wie z. B. cobber (dt. 'Kumpel, Freund') oder bush im Sinne von 'lokal', 'australisch' oder 'ländlich' in Worten wie bush rat oder bushfire. Außerdem findet man einige Entlehnungen aus den Sprachen der Ureinwohner Australiens, wie z. B. kangaroo, koala oder wombat. Einige Begriffe, die mit dem Land selbst in Verbindung stehen, haben sich ebenfalls speziell in Australien entwickelt. So sind outback und bush Begriffe, die speziell durch das Land außerhalb der Städte geprägt wurden. Walkabout und dreamtime sind übersetzte Begriffe aus der Kultur der Ureinwohner, der Aborigines, aus deren Sprache zudem Begriffe übernommen wurden wie kangaroo, boomerang oder billabong (Wasserloch).
Weitere Beispiele:
- Strine (kontrahiert aus Australian) für die eigene Sprache
- G’Day statt Good Day
- Ha ye goin’? (dem standardenglischen How are you? bevorzugte Variante von Wie geht’s?)
- Yagunna avashowah? (so wie im „Cockney“ (Are you going to have a shower?))
- eggnisher (air-conditioner)
- (bloody) bastard – gesprochen mit langem erstem „a“ – reicht in der Bedeutung vom „Schweinehund“ bis zum „Schlingel“, je nach Verwendung, Betonung und beteiligten Personen
- mate (Kumpel) kann sowohl der echte kumpelhafte Freund, als auch die lockere Ansprache eines unbekannten Passanten sein: Ay, mate, gotta ciggy? oder Ay, mate, gotta dart? (Hey, Kumpel, haste mal 'ne Kippe?). Die Vokabel existiert auch im Standardenglisch, wird dort jedoch deutlich seltener gebraucht.

## Orthografie
Das australische Englisch schwankt in seiner Rechtschreibung zwischen Schreibungen des britischen und des amerikanischen Englisch, wobei tendenziell britische Schreibung bevorzugt wird, zum Beispiel behaviour wie im britischen Englisch eher als behavior wie im amerikanischen Englisch. Bei den Endungen -ize/-ise wird -ise bevorzugt.

## Diskurs
Australisches Englisch hat ferner den Ruf, Flüche und Schimpfwörter in reichlicher Menge zu verwenden, häufig um eine Aussage zu bestärken. Ob diese Tendenz zum Fluchen ausgeprägter ist als in anderen englischsprachigen Ländern, ist aber noch Gegenstand wissenschaftlicher Diskussion.

## Forschung
Australisches Englisch ist wie andere Varianten des Englischen Gegenstand wissenschaftlicher Untersuchungen. Besonderes Augenmerk liegt unter anderem auf der Beschreibung der Aussprache des australischen Englisch, regionaler und sozialer Variation und der Abgrenzung gegenüber dem neuseeländischen Englisch.
Es gibt auch einige bedeutende Sammlungen (Korpora) gesprochenen und geschriebenen australischen Englisch, dazu zählen die australische Komponente des International Corpus of English (ICE-AUS) sowie der Australian Corpus of English (ACE) der Macquarie University.

### Allgemeine Beschreibungen und Grammatiken
- David Blair, Peter Collins: English in Australia, John Benjamins Publ. Co., 2001, ISBN 1-55619-729-2.
- Kate Burridge, Bernd Kortmann (Hrsg.): Varieties of English 3. The Pacific and Australasia. Mouton de Gruyter, Berlin/New York 2008, ISBN 978-3-11-019637-5.
- Klaus Hansen, Uwe Carls, Peter Lucko: Die Differenzierung des Englischen in nationale Varianten: eine Einführung. Erich Schmidt, Berlin 1996, ISBN 3-503-03746-2.
- Gerhard Leitner: Australia's many voices. Australian English, the national language (= Contributions to the sociology of language, Bd. 90,1). Mouton de Gruyter, Berlin 2004, ISBN 3-11-018194-0.

### Wörterbücher
- Susan Butler: The Dinkum Dictionary. The Origins of Australian Words, Text Publishing Company, Melbourne 2001, ISBN 1-877008-48-6.
- Arthur Delbridge (Hrsg.): Aussie Talk. The MacQuarie Dictionary of Australian Colloquialisms, MacQuarie Library, Sydney 1984, ISBN 0-949757-63-2.
- Lenie (Midge) Johansen: The Dinkum Dictionary. A ripper guide to Aussie English, Viking O’Neil, Claremont 1988, ISBN 0-670-90419-8.
- William Stanley Ramson: Australian English: An Historical Study of the Vocabulary, 1788–1898. Australian National University Press. Canberra 1966.